# Мочи, мочи их, киска!
«Мочи, мочи их, киска!» или «Быстрее, кошечка! Убей! Убей!» (англ. Faster, Pussycat! Kill! Kill!) — кинофильм режиссёра Расса Мейера, вышедший на экраны в 1965 году.

## Сюжет
Три закадычные подруги, отвязные стриптизёрши, в поисках денег и приключений носятся по пустыне на своих спортивных автомобилях. Они встречаются с красивой молодой парой (разумеется, тоже в спортивном кабриолете), пытающейся найти в пустыне уединение. После гонок, попыток соблазнения и жестокой расправы с молодым человеком, девушку берут в заложницы и продолжают путь. Привал устраивают на уединённом ранчо у гостеприимного старика-калеки, живущего с двумя сыновьями (один — хороший парень, другой — умственно отсталый культурист) и скрывающего, по мнению девушек, крупную сумму денег. Дамы становятся гостьями странной семейки, с переменным успехом пытаются соблазнить сыновей и определить местонахождение денег, не предполагая, однако, что у пожилого извращенца имеются свои собственные планы насчёт девушек...

## В ролях
| Актёр            | Роль              |
| ---------------- | ----------------- |
| Тура Сатана      | Варла             |
| Хаджи            | Рози              |
| Лори Вильямс     | Билли             |
| Рэй Барлоу       | Томми             |
| Сью Бернард      | Линда             |
| Стюарт Ланкастер | старик            |
| Пол Тринка       | Кирк              |
| Деннис Буш       | Овощ              |
| Майкл Финн       | работник заправки |

## Использование в популярной культуре
- В честь фильма получила своё название лос-анджелесская хард-рок/слиз-рок группа Faster Pussycat.
- В честь фильма была названа песня «Faster Kill Pussycat» Пола Окенфолда, вокальную партию на которой исполнила актриса Бриттани Мёрфи.
- Названием и сюжетом фильма вдохновлена малотиражная антология лавкрафтианского хоррора «Hastur Pussycat, Kill! Kill!» (2003, Vox13; составитель Michael T. Huyck, Jr.).

## Релиз на DVD
В России фильм был выпущен на лицензионном DVD в 2004 г. ООО «Имидж-Арт» в категории 16+.